# Vokalharmoni

På finska kan vokalerna i ett ord endast komma från den blåa cirkeln eller den gula, vokalerna i mitten kan förekomma tillsammans med båda grupperna.

Vokalharmoni är en morfofonologisk process inom språkvetenskapen som syftar till att låta alla vokaler i ett ord överensstämma med varandra i uttalskarakteristika. Vokalharmoni är en form av assimilation, som påverkar vokaler som inte står omedelbart intill varandra (juxtaposition). Vokalharmoni är ej att förväxla med vokalbalans.
Ett vokalharmoniskt språk grupperar sina vokalfonem i olika klasser, baserade på olika typer av fonetiska särdrag hos dem. Det kan röra sig om till exempel främre kontra bakre vokaler, eller rundade kontra orundade vokaler. Vokaler som tillhör samma grupp harmonierar med varandra. Det är en produktiv process i de berörda språken.
Vanligen så märks vokalharmoni tydligast i den allomorfiska variation som återfinns hos till exempel ändelser i språket i fråga. Det kan till exempel innebära att böjningsändelser anpassas till vilka vokaler som är i grundordet.
Vokalharmoni är särskilt vanligt bland så kallade agglutinerande språk, och återfinns bland flera av de uraliska språken, däribland flera finsk-ugriska språk, som ungerska, finska och võro. Vokalharmoni förekommer dock inte i estniskan, utan återfinns endast dialektalt. I gällivarefinskan (som anses som en dialekt av meänkieli) saknas dock vokalharmoni helt. Många altaiska språk, som turkiska, har vokalharmoni. Vokalharmoni förekommer också bland flera språkfamiljer i Afrika, som bantuspråk, Niger-Kongospråk, nilosahariska språk med flera.
Vokalharmoni ger problem med lånord. Traditionellt omformas lånord för att passa vokalharmonin, men efterhand som kunskap i främmande språk ökar börjar vokalharmoni överges för lånord.